# Celestus costatus
Celestus costatus är en ödleart som beskrevs av  Cope 1862. Celestus costatus ingår i släktet Celestus och familjen kopparödlor.

## Underarter
Arten delas in i följande underarter:
- C. c. costatus
- C. c. aenetergum
- C. c. emys
- C. c. saonae
- C. c. chalcorhabdus
- C. c. leionotus
- C. c. nesobous
- C. c. oreistes
- C. c. neiba
- C. c. psychonothes
- C. c. melanochrous